# Holger Larsen
Holger Larsen, född 1951, är en svensk musikforskare.
Larsen är professor emeritus vid institutionen för musik- och teatervetenskap, Stockholms universitet och disputerade 1981 tillsammans med Per-Erik Brolinsson vid Göteborgs universitet på avhandlingen Rock --- : aspekter på industri, elektronik & sound. Han har senare publicerat en rad skrifter rörande populär- och folkmusik.